# Sol Gabetta
Sol Gabetta (Villa María, 16 september 1981) is een Argentijnse celliste van Frans-Russische afkomst.

## Biografie
Al op jonge leeftijd viel Gabetta op door haar muzikale talent. Vanaf haar derde jaar bespeelde zij verschillende instrumenten. Toen zij acht was bepaalde zij haar keuze voor de cello. In Buenos Aires studeerde zij bij Leo Viola. Van 1992 tot 1994 studeerde ze dankzij een beurs aan de Escuela Superior de Música Reina Sofía in Madrid. In Berlijn zette ze haar opleiding voort aan de Hochschule für Musik „Hanns Eisler“, bij David Geringas.
Gabetta won diverse prijzen, waaronder de Natalia Goetman-prijs voor de beste muzikale interpretatie op het Internationaal Tsjaikovski-concours en in de Internationale Rostropovitsj Cellocompetitie. Internationale bekendheid verwierf ze in 1998, met haar derde plaats bij het Internationale Muziekconcours van de ARD. In 2004 won ze met haar debuut met de Wiener Philharmoniker onder leiding van Valeri Gergiev de prijs voor de beste jonge artiest bij het Muziekfestival van Luzern.
Sinds oktober 2005 doceert ze als assistent van Ivan Monighetti aan de Muziekacademie Bazel. Bovendien is ze initiatiefneemster van het kamermuziekfestival SOLsberg, in Olsberg bij Bazel.
Gabetta speelt op een instrument van Giovanni Battista Guadagnini uit 1759.